# Авінелла звивиста
Авінелла звивиста як Avenella flexuosa, лерхенфельдія звивиста як Lerchenfeldia flexuosa або щучник звивистий як Deschampsia flexuosa  — вид трав'янистих рослин родини тонконогові (Poaceae). лат. flexuosa — «вигнутий».

## Галерея

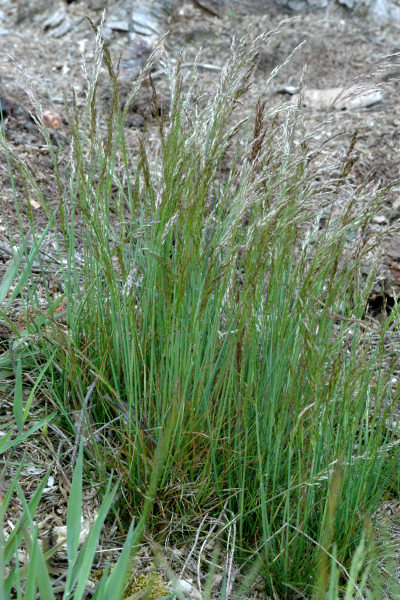
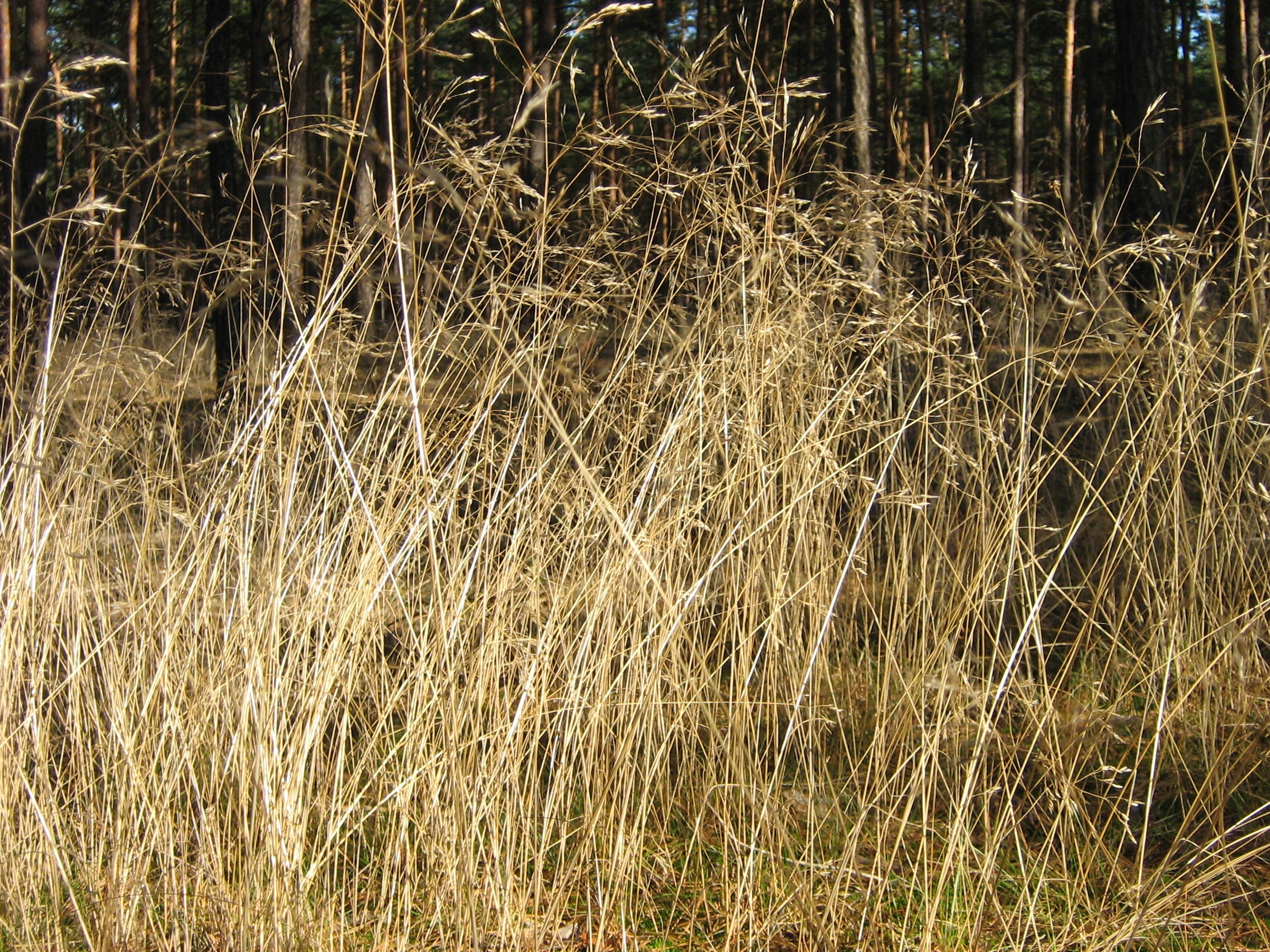
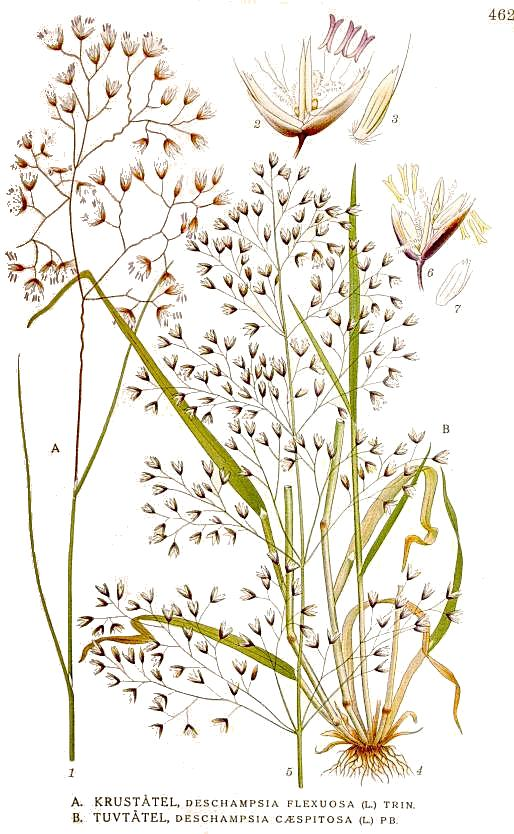

## Опис
Багаторічник 30–70(-100) см. Гладкі стебла ростуть вертикально або зігнуті. Листки мають довжину близько 20 сантиметрів, менше 1 мм в ширину, як правило, від середньо- до темно-зеленого кольору. Суцвіття дуже вільні й відкриті волоті. Колоски близько 4–6(-7) мм завдовжки, буруваті. Зернівка 2,5–3 мм. Волоть з невеликим числом колосків і тонкими звивистими гілочками.

## Поширення
Північна Африка: Алжир, Марокко; Кавказ: Грузія, Росія; Азія: Японія, Тайвань, Іран, Туреччина; Європа: Білорусь, Естонія, Латвія, Литва, Молдова, Україна, Австрія, Бельгія, Чехія, Німеччина, Угорщина, Нідерланди, Польща, Словаччина, Швейцарія, Данія, Фінляндія, Ірландія, Норвегія, Швеція, Велика Британія, Албанія, Болгарія, Хорватія, Греція, Італія, Румунія, Сербія, Словенія, Франція, Португалія, Іспанія. Північна Америка: Канада, США, Мексика — Чихуахуа; Південна Америка: Аргентина; Чилі. Населяє кислі пустки, торфовища і відкриті ліси, сухіші частини боліт.
В Україні росте у лісах, на луках і скелястих місцях. — У Карпатах і західних лісових районах, рідко; в околиці Харкова; вказується для Києва, Чернігова, Макіївського р-ну Донецької обл.